# Nabeul
Nabeul  (în arabă نابل ) este un oraș  în  Tunisia. Este reședinta  guvernoratului Nabeul.

## Istoric
Coloniști greci au fondat aici în secolul al V-lea î.C. un oraș-port numit „Neapolis”. Acesta a aparținut mai târziu cartaginezilor, pe urmă romanilor. 
În anul 365 d.C. Neapolis a fost parțial distrus (respectiv o jumătate din el s-a scufundat în Mediterană) de acțiunea combinată a unui tsunami (cauzat de un cutremur din Creta) și a unei scufundări a zonei litorale. 
Localnicii s-au ocupat intens de agricultură, viticultură și pescuit. Neapolis a livrat grȃne, vin și garum în intregul Imperiu Roman. Clima a fost în acea vreme mult mai umedă decȃt în prezent, ceea ce explică produsele de export.
Portul a avut o activitate susținută tot timpul, cu legături comerciale cu toate porturile la Marea Mediterană.

Mozaic din Neapolis